# „Becsapott ajtó” módszer
A „becsapott ajtó”-módszer abból áll, hogy egy nagy dolgot kérünk, majd a visszautasítás után engedményt teszünk, ami felébreszti a másikban a viszonosság normáját (Cialdini et al., 1975). Ez tehát az a módszer, amikor a befolyásoló eredeti kérése olyan nagy, hogy csakis elutasításra találhat. Az illető ezután előáll egy kisebb, engedménynek tűnő kéréssel, ezáltal növelve annak valószínűségét, hogy a másik személy végül beadja a derekát.

## Eredete
A trükk onnan kapta a nevét, hogy a kérő azt akarja, hogy „becsapják az ajtót” előtte, így visszavonulhasson az eredeti kéréstől. Az eredeti kérés valójában mindig jóval nagyobb, mint amit az illető ténylegesen akar, így lehetőség marad a visszakozásra, ami viszont nyomást gyakorol a másikra, hogy viszonozza az engedményt.

## Hatékonysága
A „becsapott ajtó”-módszer elképesztően hatékony. Az ehhez kapcsolódó vizsgálatok egyikében a kutatók diákok két csoportját kérték meg, hogy jelentkezzenek önként egy nemes ügy érdekében (Cialdini et al.,1975). A kutatók odamentek néhány diákhoz, akik éppen az egyetem területén sétáltak, és megkérdezték, hajlandók lennének-e elkísérni egy csoport fiatalkorú bűnözőt egy kétórás látogatás erejéig a helyi állatkertbe. Nem meglepő módon a diákoknak nem tetszett az ötlet, hogy több órát töltsenek meghatározatlan számú potenciálisan együttműködésre sem hajlandó tizenévessel, és mindössze 17 százalékuk egyezett bele. Más hallgatókat először arra kérték, hogy két éven keresztül legyenek ezeknek a fiataloknak a személyes pártfogói. Amikor mindannyian visszautasították ezt a hosszú távú elköteleződést, a kérést leszállították az állatkerti séta szintjére. Ennek a módszernek a hatására a kísérleti személyek 51 százaléka egyezett bele a kérésbe, ami több mint háromszorosa a kontrollcsoporténak.

## Feltételek
A „becsapott ajtó”-módszer csak három feltétel fennállása esetén képes aktiválni a viszonosság normáját (Cialdini et al., 1975). 
1. A kezdeti kérésnek elég nagynak kell lennie, hogy biztosan visszautasítsák, de nem annyira, hogy sértődést vagy gyanút keltsen.
2. A célpontnak meg kell adni az esélyt, hogy kompromisszumot köthessen azáltal, hogy elutasítja a kezdeti kérést, és teljesíti a másodikat.
3. A második kérésnek kapcsolódnia kell az eredetihez, és ugyanattól a személytől kell származnia, akinek ezáltal olyan színben kell feltűnnie, mint aki személyes engedményt tett (Mowen és Cialdini, 1980; Schwarzwald et al., 1979).